# パヴロヴィア (小惑星)
パヴロヴィア (1007 Pawlowia) は小惑星帯に位置する小惑星。クリミア半島のシメイズ天文台で、ソビエト連邦の天文学者ウラジーミル・アルビツキーによって発見された。
ソビエト連邦の生理学者イワン・パブロフに因んで命名された。